# Lophius brachysomus
Lophius brachysomus (лат.) — вымерший вид лучепёрых рыб семейства удильщиковых. Он был описан Луи Агассисом в 1835 году. Вид вымер во время среднего эоцена (лютетский ярус).
Скелет типового экземпляра хранится в Национальном музее естественной истории. Известен по трём или четырём находкам.
Обнаружен в известняковых отложениях района Монте Болка вблизи Вероны, Италия. Этот район 50—30 млн лет назад занимала центральная часть океана Тетис. Местообитание вида описывается как внутренний шельф тропического бассейна глубиной в несколько десятков метров, с илистыми или песчаными грунтами, покрытыми зарослями морских трав, что схоже с типичными местообитаниями современных представителей рода.
Наряду с недавно описанным вымершим видом Sharfia mirabilis, является одним из древнейших известных представителей семейства удильщиковые.